# 皮耶沃
皮耶沃（法語：Piève，法語發音：[pjɛv]）是法国上科西嘉省的一个市镇，属于卡尔维区。

## 地理
皮耶沃（42°34'48"N, 9°17'16"E）面积19.7 平方千米，位于法国上科西嘉省，该省份位于科西嘉北部，后者为地中海西部的一座岛屿，也是法国的一个单一领土集体，位于法国大陆部分的东南面，意大利半島的西面，最临近的地块是撒丁岛。
与皮耶沃接壤的市镇（或旧市镇、城区）包括：比戈尔诺、彼得拉尔巴、索里奥。

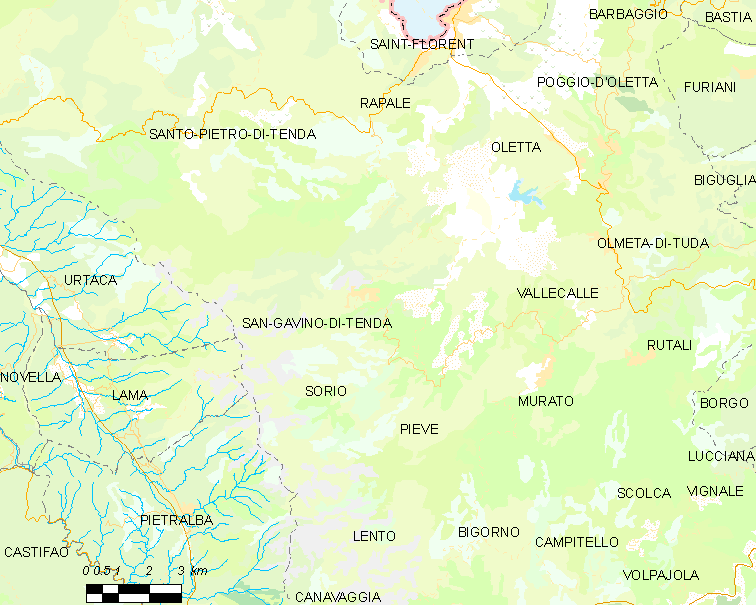
皮耶沃的OSM定位图

皮耶沃的时区为UTC+01:00、UTC+02:00（夏令时）。

## 行政
皮耶沃的邮政编码为20246，INSEE市镇编码为2B230。

## 政治
皮耶沃所属的省级选区为比古利亚-内比奥县。

## 人口

1962-2008年间皮耶沃人口变化图示

皮耶沃于2022年1月1日时的人口数量为116人。